# Пэт и Майк
«Пэт и Майк» (англ. Pat And Mike) — кинокомедия 1952 года, главные роли в которой исполнили Кэтрин Хепбёрн и Спенсер Трейси.

## Сюжет
Пэт работает инструктором по физкультуре в одном из колледжей южной Калифорнии и показывает отличные результаты в различных видах спорта. Но на пути к её успеху встала одна проблема: когда жених приходит смотреть, как будущая невеста участвует в соревнованиях, та просто разваливается на части, сбивается с темпа и постоянно проигрывает.
И вот однажды она знакомится с Майком, который работает менеджером по спорту: очень хорошим психологом и тренером. Он сразу примечает её талант и убеждает заняться спортом профессионально. Благодаря этим тренировкам она смогла себя реализовать. Пэт выигрывает турниры по гольфу и теннису один за другим, постепенно влюбляясь в своего тренера…

## В ролях
- Спенсер Трейси — Майк Конован
- Кэтрин Хепбёрн — Пэт Пембертон
- Чарльз Бронсон — Генри Таслинг
- Альдо Рэй — Дэйви Хако
- Сэмми Уайт — Барни Грау
- Джим Бакус — Чарльз Барри

## Награды и номинации
Полный перечень наград и номинаций — на сайте IMDB.
| Премия         | Категория                            | Имя                      | Результат |
| -------------- | ------------------------------------ | ------------------------ | --------- |
| Золотой глобус | Лучшая актриса в мюзикле или комедии | Кэтрин Хепбёрн           | Номинация |
| Золотой глобус | Лучший новый актёр                   | Альдо Рэй                | Номинация |
| Оскар          | Лучший оригинальный сценарий         | Рут Гордон, Гарсон Канин | Номинация |